# Гојислав Војислављевић
Гојислав Војислављевић је био син Стефана Војислава и Неде. На управу је после смерти свог оца добио Травунију са Грабљем и владао је заједно са његовом мајком.

## Биографија
Гојислава је послао Стефан Војислав да убије Љутовида. Један од његових људи је погодио Љутовида и бацио га на земљу, па је Љутовитеву војску прогањао цео дан.
Гојислав је немоћан лежао у кревету, онда су неки из Травуније звани Скробимези, планирали да убију Гојислава. Док је лежао на кревету свог брата Предимир дођоше и убише га. Онда за свог госоподара поставише неког ко се зваше Доманек. Када су то чули њихова браћа Михаило, Саганек и Радослав, сакупе војиску и дођу у Травунију, ухватише оне убице и убише их, али Доманек са неколико људи побеже. Затим Михаило и Радослав кренуше у Зету, а Саганек остаде да чува Травунију. Није прошло дуго, а Саганек се већ вратио у Зету. Доманек се поново врати и поче да влада Травунијом. Пошто је Михаило увидео да Саганек неће да иде у Травунију, он пошаље Радослава уз договор да ће његови наследници наследити Зету. Затим Радослав оде у Травунију и убије Доманека и освоји област Захумље.